# Sparna nigrolineata
Sparna nigrolineata är en skalbaggsart som beskrevs av Fuchs 1956. Sparna nigrolineata ingår i släktet Sparna och familjen långhorningar. Inga underarter finns listade i Catalogue of Life.